# 162. pehotni polk (Italija)
162. pehotni polk Ivrea (izvirno italijansko 162º Reggimento fanteria) je bil pehotni polk Kraljeve italijanske kopenske vojske.

## Zgodovina
Med prvo svetovno vojno je bil polk nastanjen na soški fronti, Makedoniji in v Bolgariji.